# Günther Hennecke
Günther Hennecke (* 11. August 1912 in Halle (Saale); † 21. November 1943 im Nordatlantik bei einem U-Booteinsatz) war im Rahmen der Krankenmorde im Nationalsozialismus Vergasungsarzt in der NS-Tötungsanstalt Grafeneck und der NS-Tötungsanstalt Hadamar.

## Leben
Günther Hennecke wurde am 11. August 1912 in Halle geboren und studierte Medizin. Zum 1. April 1933 trat er der NSDAP bei (Mitgliedsnummer 1.835.102) und schloss sich im selben Jahr auch der SA an.
Ab 25. April 1940 wurde er im Rahmen des nationalsozialistischen „Euthanasie“-Programms (im Nachkriegssprachgebrauch unter der Bezeichnung „Aktion T4“ bekannt) zum stellvertretenden Vergasungsarzt der NS-Tötungsanstalt Grafeneck bestellt. In gleicher Funktion sowie als stellvertretender Direktor war Hennecke vom 13. Januar bis Juni 1941 in der NS-Tötungsanstalt Hadamar. Hier trat er im Schriftwechsel unter der Tarnbezeichnung „Dr. Fleck“ auf. Ärztlicher Leiter und Direktor von Hadamar war Ernst Baumhard. Nach Differenzen mit dem T4-Organisator Viktor Brack gingen sowohl Baumhard als auch Hennecke im Sommer 1941 zur Kriegsmarine.
Nach einer „Gutachter“-Liste der Zentraldienststelle T4 war Hennecke unter der Rubrik „Ärzte in den Anstalten“ ab dem 25. April 1940 Angehöriger der T4-Organisation.
Nach der „Hartheimer Statistik“ der T4-Organisation wurden im Jahr 1940 in Grafeneck 9839 und vom Januar 1941 bis Ende August 1941 in Hadamar 10.072 Menschen getötet. Auf den Zeitraum, in dem Hennecke in Grafeneck war, entfielen 8.600 Opfer und auf die Zeit in Hadamar 6.262 Opfer.
Hennecke fuhr bei der Kriegsmarine als Marinearzt und Sanitätsoffizier auf U-Booten und erhielt für seine Verdienste das Kriegsverdienstkreuz II. Klasse mit Schwertern. Bei der Versenkung von U 538 im Nordatlantik südwestlich von Irland fand Hennecke zusammen mit 54 weiteren U-Bootmännern am 21. November 1943 den Tod.
Ein Ermittlungsverfahren der Staatsanwaltschaft Frankfurt/Main wegen seiner Tätigkeit in Grafeneck und Hadamar wurde im August 1946 mit dem Vermerk „Mutmaßlich verstorben“ eingestellt.